# Marie Denise Pelletier
Pour les articles homonymes, voir Pelletier.
Marie Denise Pelletier, née le 3 avril 1960 à Montréal, est une auteure-compositrice et interprète canadienne.

## Biographie
Marie Denise Pelletier a appris le chant auprès de Lucille Dumont. Elle fait d'ailleurs, en parallèle aux leçons, ses études en littérature et cinéma au Cégep de Rosemont.[réf. nécessaire]
Elle gagne en 1982 le prix d'interprétation du Festival de la chanson de Granby et la première place à un concours CKOI-FM destiné à découvrir les futurs artistes de la chanson québécoise, « L’empire des futures stars ». Puis elle enregistre un premier 45 tours sur vinyle intitulé Échec et mat avant d'aller étudier au Collège Berklee de Boston.
Revenue au Québec, Luc Plamondon lui propose le personnage de Stella Spotlight dans la deuxième édition québécoise de l'opéra rock Starmania. En 1986, Marie Denise Pelletier compose et interprète son premier album, Premier Contact. En 1987, elle enregistre ensuite l'album de Starmania et enchaîne un deuxième microsillon en octobre, À l'état pur. Cet album engendra probablement les deux plus grands succès de l'interprète : Pour une histoire d'un soir et Tous les cris les SOS, composé et interprété initialement par Daniel Balavoine. Son single Inventer la Terre est parmi ses plus grands succès est sortie en 1993 qui lui vaudra une nomination pour la chanson populaire de l'année aux prix Félix de 1994.
Elle sort en 1990 son album Survivre, certifié or, puis l'année suivante Le rendez-vous, un opus reprenant quelques chansons du patrimoine artistique québécois. La tournée du même nom inclut plus de 200 représentations. En 1993, elle est lauréate du Grand prix de la chanson francophone.
Un sixième opus, Le sixième jour, est lancé en 1996 et en 1997 elle participe au premier Festival des arts de la Francophonie, à Hanoi[réf. nécessaire]. S'ensuit une période de tournées en France, en Afrique, au Yémen et au Vietnam, et des sorties de compilations et d'albums de reprises. En 1998, l'interprète est appelée à s'impliquer dans la défense des intérêts des artistes québécois via l'Union des artistes. Pendant treize années, la chanteuse a siégé en tant que présidente du conseil d'administration d'Artisti, la société de perception des droits des interprètes.
Après avoir été recrutée pour la comédie musicale Roméo et Juliette, elle revient à la composition originale le 3 mai 2011 avec le lancement d'un album de onze nouveaux titres, intitulé Marie Denise Pelletier, et qui contient et des chansons de Sandrine Roy, de Luc De Larochellière, de Martine Pratte, de Richard Séguin et de Luc Plamondon.
En 2018, elle joue dans la comédie musicale Fame (en), où elle incarne le rôle de Miss Sherman.
En 2023, Pelletier propose son onzième album studio Sous ma peau de femme. 

## Discographie

### Albums
- 1986 : Premier contact (Échec et mat, T'es pas Brando, En courant, Parti via Vancouver, Blackout, Feu vert...)
- 1987 : À l'état pur (Pourquoi (Si difficile de s'aimer), Pour une histoire d'un soir, Je m'imagine, Tous les cris les SOS, Surprise...)
- 1989 : Survivre (L'âme sœur, L'amie de cœur, À 17 ans, Survivre ensemble, Toujours toujours du Rock and Roll...)
- 1991 : Le Rendez-Vous (J'ai 12 ans, Ce matin, J'ai quitté mon île, Le rendez-vous, Pourquoi chanter...)
- 1993 : Entre la tête et le cœur (Inventer la Terre, On n'sait pas c'que sait qu'l'amour, Entre moi et lui, Entre la tête et le cœur, J'me meurs de toi, Manquer d'amour...)
- 1996 : Le sixième jour (Si c'était vrai, Mon enfance m'attend, On ne guérit pas la mort...)
- 2000 : Plaisir d'amour (Plaisir d'amour...)
- 2003 : Les mots de Marnay (2003) (Cent mille chansons, Les moulins de mon cœur...)
- 2005 : Noël, parle-moi (Album de Noël)
- 2011 : Marie Denise Pelletier
- 2017 : Léveillée - Entre Claude Et Moi
- 2023 : Sous ma peau de femme

### Compilations
- 1997 : Les grandes ballades
- 2004 : Ses plus belles chansons (Dis-moi ce qui ne va pas)
- 2015 : Les Introuvables (coffret des 5 premiers albums)

### Singles
- 1985 : Échec et mat
- 1986 : T'es pas Brando
- 1986 : En courant
- 1986 : Parti via Vancouver
- 1986 : Blackout
- 1986 : Feu vert
- 1987 : Pourquoi (Si difficile de s'aimer)
- 1987 : Pour une histoire d'un soir
- 1988 : Je m'imagine
- 1988 : Tous les cris les SOS
- 1989 : Surprise
- 1989 : L'âme sœur
- 1990 : L'amie de cœur
- 1990 : À 17 ans
- 1990 : Survivre ensemble
- 1991 : Toujours toujours du Rock and Roll
- 1991 : J'ai 12 ans
- 1991 : Ce matin
- 1992 : J'ai quitté mon île
- 1992 : Le Rendez-vous
- 1992 : Pourquoi chanter
- 1993 : Inventer la Terre
- 1993 : On n'sait pas c'que sait qu'l'amour
- 1994 : Entre moi et lui
- 1994 : Entre la tête et la cœur
- 1995 : J'me meurs de toi
- 1995 : Manquer d'amour
- 1996 : Si c'était vrai
- 1997 : Mon enfance m'attend
- 1997 : On ne guérit pas la mort
- 2000 : Plaisir d'amour
- 2003 : 100 milles chansons
- 2004 : Dis-moi ce qui ne va pas
- 2011 : Et si tu m'aimes
- 2012 : Qu’aurions-nous laissé ? (duo avec Mario Pelchat)

## Lauréats et nominations

### Gala de l'ADISQ
| Année | Catégorie                                        | Pour                                                         | Résultat   |
| ----- | ------------------------------------------------ | ------------------------------------------------------------ | ---------- |
| 1986  | découverte de l'année                            | Marie Denise Pelletier                                       | nomination |
| 1987  | interprète féminine de l'année                   | Marie Denise Pelletier                                       | nomination |
| 1987  | spectacle de l'année - musique et chansons rock  | Starmania (avec la troupe Starmania)                         | nomination |
| 1987  | vidéoclip de l'année                             | En courant                                                   | nomination |
| 1988  | interprète féminine de l'année                   | Marie Denise Pelletier                                       | nomination |
| 1988  | microsillon de l'année - pop-rock                | À l'état pur                                                 | nomination |
| 1989  | interprète féminine de l'année                   | Marie Denise Pelletier                                       | nomination |
| 1989  | spectacle de l'année - pop/rock                  | Marie Denise Pelletier                                       | nomination |
| 1990  | interprète féminine de l'année                   | Marie Denise Pelletier                                       | nomination |
| 1990  | microsillon de l'année - populaire               | Survivre                                                     | nomination |
| 1991  | interprète féminine de l'année                   | Marie Denise Pelletier                                       | nomination |
| 1991  | microsillon de l'année - populaire               | Le rendez-vous                                               | nomination |
| 1992  | spectacle de l'année - interprète                | Le rendez-vous                                               | nomination |
| 1994  | album de l'année - populaire                     | Entre la tête et le cœur                                     | lauréat    |
| 1994  | chanson populaire de l'année                     | Inventer la Terre                                            | nomination |
| 1994  | interprète féminine de l'année                   | Marie Denise Pelletier                                       | nomination |
| 1994  | spectacle de l'année - interprète                | Marie Denise Pelletier                                       | nomination |
| 1997  | album de l'année - populaire                     | Le sixième jour                                              | nomination |
| 2022  | spectacle de l'année - variétés/réinterprétation | Pour une histoire d'un soir (avec Joe Bocan et Marie Carmen) | lauréat    |

### Autres prix
- 1982 : Prix d'interprétation au Festival international de la chanson de Granby